# Sebastianus

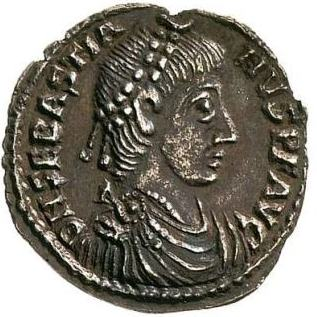
Munt met de kop van Sebastianus

Sebastianus (? - 413) was een Romeins keizer van 412 tot 413, in opstand tegen de rechtmatige keizer Honorius. Zijn broer Iovinus had hem tot medekeizer benoemd.
Sebastianus kwam uit een nobele Zuid-Gallische familie. Zijn broer Iovinus had in 411 met hulp van de Alanen en Bourgondiërs de macht gegrepen na de dood van Constantijn III, een andere usurpator. Van Sebastianus is niets bekend, behalve dat hij niet sterk van karakter was.
Nadat onderhandelingen met Ataulf, koning van de Visigoten, waren misgelopen benoemde Iovinus zijn broer tot medekeizer. Ataulf werd hier kwaad over en sloot een bondgenootschap met Honorius. In 413 belegerde hij Iovinus en Sebastianus in Valentia. De stad viel en Sebastianus werd gevangengenomen en naar Narbo gestuurd alwaar hij werd geëxecuteerd door gouverneur Postumus Dardanus. Zijn hoofd arriveerde laat in augustus in Ravenna.